# Klaus Croissant

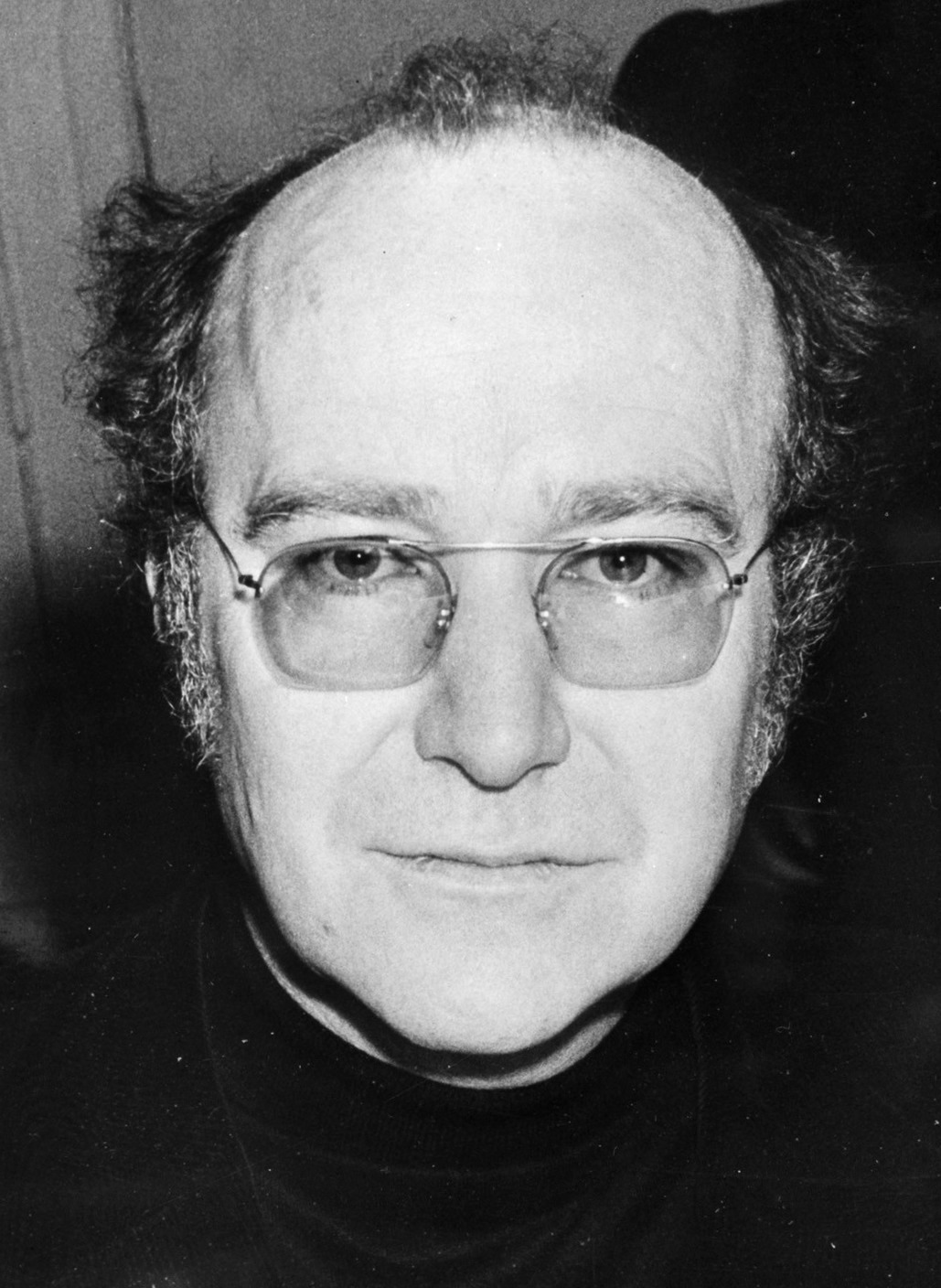
Klaus Croissant, 1977

Klaus Croissant (* 24. Mai 1931 in Kirchheim unter Teck; † 28. März 2002 in Berlin) war ein deutscher Strafverteidiger. Er wurde bekannt als Verteidiger von Andreas Baader im Stammheim-Prozess gegen die Anführer der Rote Armee Fraktion. Croissant wurde 1979 wegen Unterstützung einer terroristischen Vereinigung verurteilt. Er war später für die West-Berliner Alternative Liste und anschließend für die PDS politisch aktiv. Croissant war langjähriger Agent und Mitarbeiter des Ministeriums für Staatssicherheit der DDR.

## Leben
Croissant war der Wahlverteidiger Andreas Baaders im Stammheim-Prozess. Am 4. Dezember 1974 arrangierte er einen medial viel beachteten Besuch des französischen Philosophen Jean-Paul Sartre bei seinem Mandanten in Stammheim, in dessen Folge Croissant gemeinsam mit Kurt Groenewold das „Internationale Komitee zur Verteidigung politischer Gefangener in Westeuropa“ (IKV) gründete. Noch während des laufenden Verfahrens wurde Croissant am 12. März 1975 vom Gericht ausgeschlossen, am 23. Juni verhaftet und wegen Unterstützung einer terroristischen Vereinigung angeklagt. Ebenso wie Hans-Christian Ströbele und Kurt Groenewold wurde Croissant vorgeworfen, durch die Weiterleitung von Zellenzirkularen geholfen zu haben, das Kommunikationssystem zwischen den inhaftierten RAF-Terroristen aufrechtzuerhalten. Am 8. August 1975 wurde der Haftbefehl gegen Auflagen außer Vollzug gesetzt. Croissant engagierte sich in der Folge als Testamentsvollstrecker Ulrike Meinhofs und beteiligte sich federführend an der „Internationalen Untersuchungskommission“ zur Untersuchung der Todesumstände. Diese stellte den Selbstmord Meinhofs in Frage und vertrat in ihrem Abschlussbericht die These, Meinhof sei in ihrer Zelle ermordet worden. Am 11. Juli 1977 floh Croissant vor einer drohenden Festnahme nach Frankreich und beantragte dort politisches Asyl. Er wurde dort jedoch am 30. September im Zuge des Deutschen Herbstes festgenommen.
In einer Erklärung, die von über 200 französischen Persönlichkeiten, unter ihnen der Philosoph Jean-Paul Sartre, die Schriftstellerinnen Simone de Beauvoir und Françoise Sagan, sowie Régis Debray unterzeichnet wurde, wurden die französischen Justizbehörden aufgefordert, Klaus Croissant nicht an die Bundesrepublik Deutschland auszuliefern, da es sich um einen politischen Prozess handeln würde. In der gemeinsamen Erklärung befand man: „Die deutschen Behörden stürzen sich auf die Person von Croissant, weil er den Mut hatte, politische Gefangene zu verteidigen, die sie nicht für verteidigungswürdig halten“.
Am 17. November 1977 wurde Klaus Croissant an die Bundesrepublik ausgeliefert. Wegen Unterstützung einer terroristischen Vereinigung wurde er am 16. Februar 1979 zu einer Freiheitsstrafe von zweieinhalb Jahren verurteilt. Außerdem erhielt er ein vierjähriges Berufsverbot.
Nach Einschätzung des Juristen Oliver Tolmein war Croissant „ein Rechtsanwalt, der Justiz als etwas Politisches begriffen hat und für den deswegen die Grenze zwischen Verteidigung seiner Mandanten und politischem Engagement nie scharf gezogen war.“ Der Historiker Michael März sieht in Croissant die Verkörperung des „Typus des sich selbst aufopfernden, quasi mitkämpfenden Rechtsanwalts“. Der Spiegel schrieb in seinem Nachruf auf Klaus Croissant im April 2002: „Anfang der siebziger Jahre einer der Verteidiger von Ulrike Meinhof und Baader, wurde seine Kanzlei zum Rekrutierungsbüro für die linksextremistische RAF und zur Nahtstelle von inhaftierten Terroristen und ihren Helfern draußen.“
Nach seiner Entlassung aus dem Gefängnis erlangte Croissant seine Anwaltszulassung zurück und arbeitete in Berlin wieder als Strafverteidiger. Er begann in dieser Zeit für das Ministerium für Staatssicherheit der DDR zu arbeiten, das ihn 1981 als inoffiziellen Mitarbeiter „IM Thaler“ verpflichtete. Er warb auch seine Lebensgefährtin, die taz-Redakteurin und spätere Europaabgeordnete der Grünen, Brigitte Heinrich an und führte sie als Instrukteur und Kurier bis zu ihrem Tod im Jahr 1987.
Croissant war Mitglied der West-Berliner Alternativen Liste und bemühte sich zusammen mit dem Grünen Dirk Schneider, ebenfalls Stasi-IM, dort um politische Mitstreiter. Croissants Kandidatur für das Amt des Bezirksbürgermeisters von Kreuzberg (für die Alternative Liste) blieb erfolglos. 1990 trat er in die PDS ein. Als 1992 seine Spionagetätigkeit für die DDR bekannt wurde, kam er unter dem Vorwurf der geheimdienstlichen Agententätigkeit in Untersuchungshaft und verlor die meisten seiner Kontakte und Freunde in der Szene. Dazu sagte er im Oktober 1992 in einem Interview: „Es ging doch nicht darum, irgendwelche Linken zu verraten. Meine Gesprächspartner waren doch nicht etwa Feinde dieser Leute. Das Ziel war doch, den Kenntnisstand der DDR-Seite über die Linken außerhalb der westdeutschen SED-Bruderpartei DKP zu verbessern, und da hatte Ost-Berlin ein berechtigtes Interesse.“
Im April 1993 wurde Croissant wegen geheimdienstlicher Agententätigkeit zu einer Bewährungsstrafe von 21 Monaten verurteilt.
Er vermochte nach Einschätzung von Oliver Tolmein bis zuletzt nicht einzusehen, „dass die Kooperation mit dem Staat, den er schon immer für das bessere Deutschland gehalten hatte, ein Fehler war.“